# Оуен Тіг
Оуен Вільям Тіг (англ. Owen William Teague, нар. 8 грудня 1998, Тампа, Флорида) — американський актор. Він найбільш відомий своїми ролями у фільмі «Родовід» (2015) та епізоді «Аркангел» четвертого сезону «Чорне дзеркало» (2017). Тіг також з'явився в ролі Патріка Хокстеттера у двох фільмах: «Воно» і «Воно: Частина друга», а також грав ключові ролі в драмі «Кожен день» і трилері «Я тебе бачу». Він зіграв Гарольда Лаудера в адаптації мінісеріалу «Протистояння» 2020 року.

## Біографія
Тіг народився і виріс у Тампа, штат Флорида. Обоє його батьків були музикантами, і він грав на скрипці до 15 років. Тіґ захоплювався акторською майстерністю з раннього віку, виконуючи сцени з «Красуня і чудовисько» з м'якими тваринами у віці чотирьох років і з'являючись у невеликих театральних постановках незабаром після цього. Він був членом клубу кінематографістів у Парк Макфарлейн Міжнародний бакалаврат Елементарний та театрального клубу та оркестру в Вища школа мистецтв Говарда В. Блейка, обидва в Тампа.

## Фільмографія

### Фільми
| Рік  | Українська назва                     | Оригінальна назва                       | Роль              |
| ---- | ------------------------------------ | --------------------------------------- | ----------------- |
| 2013 | Конкурс                              | Contest                                 | Боббі Батлер      |
| 2014 | Белль: корабель, який змінив історію | La Belle: the Ship That Changed History | сам               |
| 2015 | Відлуння війни                       | Echoes of War                           | Семюел Райлі      |
| 2015 | Уолт перед Міккі                     | Walt Before Mickey                      | Волт (молодий)    |
| 2015 | Дикий в Синій                        | Wild in Blue                            | Чарлі (молодий)   |
| 2016 | Мобільник                            | Cell                                    | Джордан           |
| 2017 | Воно                                 | It                                      | Патрік Хокштеттер |
| 2018 | Кожен день                           | Every Day                               | Олександр / А     |
| 2019 | Я тебе бачу                          | I See You                               | Алек              |
| 2019 | Успадкуйте Гадюку                    | Inherit the Viper                       | Чоботи Конлі      |
| 2019 | Воно: Частина друга                  | It Chapter Two                          | Патрік Хокштеттер |
| 2019 | Прокляття «Мері»                     | Mary                                    | Томмі             |
| 2020 | Порожнеча                            | The Empty Man                           | Дункан Вест       |
| 2021 | Монтанська історія                   | Montana Story                           | кал               |
| 2022 | Зникла в ночі                        | Gone in the Night                       | Ал                |
| 2022 | Заради Леслі                         | To Leslie                               | Джеймс            |
| 2023 | Ейлін                                | Eileen                                  | Ренді             |
| 2023 | Ви раните мої почуття                | You Hurt My Feelings                    | Елліот            |
| 2023 | Рептилія                             | Reptile                                 | Руді Ракозі       |
| 2024 | Планета мавп: Королівство            | Kingdom of the Planet of the Apes       | Ноа               |

### Телебачення
| Рік       | Українська назва              | Оригінальна назва | Роль                            |
| --------- | ----------------------------- | ----------------- | ------------------------------- |
| 2012      | Країна Малібу                 | Malibu Country    | Джек                            |
| 2013      | КоледжГумор                   | CollegeHumor      | Мітч                            |
| 2013      | Морська поліція: Лос-Анджелес | NCIS: Los Angeles | Алекс Фрайман                   |
| 2014      | Безрозсудний                  | Reckless          | Яків                            |
| 2015      | Кістки                        | Bones             | Джессі                          |
| 2015–2017 | Родовід                       | Bloodline         | Нолан Рейберн / Денні (молодий) |
| 2016      | Вулиця Милосердя              | Mercy Street      | Отіс                            |
| 2017      | «Чорне дзеркало»              | Black Mirror      | Хитрість                        |
| 2019      | Місіс Флетчер                 | Mrs. Fletcher     | Джуліан Шпіцер                  |
| 2020–2021 | Протистояння                  | The Stand         | Гарольд Лаудер                  |